# Clivo Righi
Clivo Massimo Righi (Sarzana, 30 agosto 1966) è un ex cestista italiano.

## Carriera
Con la Virtus Pallacanestro Bologna ha conquistato la Coppa Italia 1990 e la Coppa delle Coppe, sempre nel 1990.

## Palmarès
- Coppa delle Coppe: 1

Virtus Bologna: 1989-90
- Coppa Italia: 1

Virtus Bologna: 1990